# Frost (Texas)
Frost es una ciudad ubicada en el condado de Navarro en el estado estadounidense de Texas. En el Censo de 2010 tenía una población de 643 habitantes y una densidad poblacional de 218,93 personas por km².

## Geografía
Frost se encuentra ubicada en las coordenadas 32°4′45″N 96°48′31″O / 32.07917, -96.80861. Según la Oficina del Censo de los Estados Unidos, Frost tiene una superficie total de 2.94 km², de la cual 2.93 km² corresponden a tierra firme y (0.26%) 0.01 km² es agua.

## Demografía
Según el censo de 2010, había 643 personas residiendo en Frost. La densidad de población era de 218,93 hab./km². De los 643 habitantes, Frost estaba compuesto por el 79.47% blancos, el 6.38% eran afroamericanos, el 0.78% eran amerindios, el 0.16% eran asiáticos, el 0% eran isleños del Pacífico, el 12.29% eran de otras razas y el 0.93% pertenecían a dos o más razas. Del total de la población el 22.4% eran hispanos o latinos de cualquier raza.